# The Young Ones (Lied)
The Young Ones ist eine Single von Cliff Richard und The Shadows. Der Song, geschrieben von Sid Tepper und Roy C. Bennett, ist der Titelsong zum Film The Young Ones von 1961 und dessen Soundtrack-Album.
Mit Vorbestellungen von über 500.000 Stück wurde sie im Januar 1962 auf dem Label Columbia (EMI) veröffentlicht und stieg direkt auf Platz 1 der britischen Single-Charts ein. Es war die erste britische Single, der dies gelang, seit Elvis Presleys "It's Now or Never" im November 1960. Sie hielt diese Position sechs Wochen lang und war 20 Wochen lang in den Charts vertreten. Der Song verkaufte sich in Großbritannien 1,06 Millionen Mal und weltweit 2,6 Millionen Mal.
"The Young Ones" war auch auf der Nr. 1-EP Hits from the Young Ones von Cliff Richard und The Shadows enthalten.

## Instrumentierung
- Cliff Richard – Leadgesang
- Hank Marvin – Leadgitarre
- Bruce Welch – Rhythmusgitarre
- Jet Harris – Bassgitarre
- Tony Meehan – Schlagzeug

## Rezeption
In den 1980er Jahren wurde es zum Titelsong der Comedy-Sitcom The Young Ones.